# Ezio Madonia
Ezio Madonia, född den 7 augusti 1966 i Albenga, är en italiensk före detta friidrottare som tävlade i kortdistanslöpning.
Madonias främsta merit är att han tillsammans med Giovanni Puggioni, Angelo Cipolloni och Sandro Floris ingick i Italiens stafettlag på 4 x 100 meter som blev bronsmedaljörer vid VM 1995 i Göteborg.
Han har två gånger blivit bronsmedaljör i stafett vid EM, både 1990 och 1994.

## Personliga rekord
- 100 meter - 10,26 från 1990
- 200 meter - 20,73 från 1991